# Báč
Báč este o comună slovacă, aflată în districtul Dunajská Streda din regiunea Trnava. Localitatea se află la altitudinea de 123 m deasupra n.m., se întinde pe o suprafață de 3,92 km2 și în 2017 număra 568 de locuitori.

## Istoric
Localitatea Báč este atestată documentar din 1205.

## Demografie
| An:                | 1994 | 2004   | 2014   | 2024   |
| ------------------ | ---- | ------ | ------ | ------ |
| Număr de persoane: | 580  | 526    | 552    | 553    |
| Diferență:         |      | −9,31% | +4,94% | +0,18% |

| An:                | 2023 | 2024   |
| ------------------ | ---- | ------ |
| Număr de persoane: | 552  | 553    |
| Diferență:         |      | +0,18% |